# Embalse de Bolarque
El embalse de Bolarque es un embalse situado entre las provincias españolas de Cuenca y Guadalajara. Se forma en la desembocadura del río Guadiela, que proviene del embalse de Buendía, en el río Tajo, que proviene del embalse de Entrepeñas. Tiene una capacidad máxima de 31 hm³. Junto a estos dos grandes embalses, además de los de Almoguera, Estremera y Zorita, forma el llamado Mar de Castilla. El embalse está encajonado entre las montañas boscosas que forman la sierra de Altomira.

## Historia
Fue inaugurado en 1910 como central hidroeléctrica junto con el poblado de Salto de Bolarque. Además, es el lugar de donde parte el caudal de agua hacia el trasvase Tajo-Segura, bombeando agua a un pequeño embalse puente, el embalse de La Bujeda, a más altura que el anterior, para que desde allí se envíe el agua a través de La Mancha al Levante español.